# Grauwe gors
De grauwe gors (Emberiza calandra synoniem: Miliaria calandra) is een lid van de familie van de gorzen (Emberizidae). De soort komt ook in Nederland en België voor.

## Kenmerken
Een grauwe gors meet gemiddeld 18 centimeter van het puntje van de snavel tot het uiteinde van de staart en weegt gedurende het broedseizoen tussen de 38 en 55 gram. De soort onderscheidt zich van alle andere gorzen doordat beide seksen hetzelfde verenkleed hebben. Wel zijn de mannetjes ongeveer 20% groter dan de vrouwtjes. De vogels doen in het veld denken aan uit de kluiten gewassen leeuweriken.
De zang doet denken aan het gerammel van sleutels, wat de soort de bijnaam de zingende sleutelbos heeft bezorgd. De roep is een scherp tsjip of tsie.

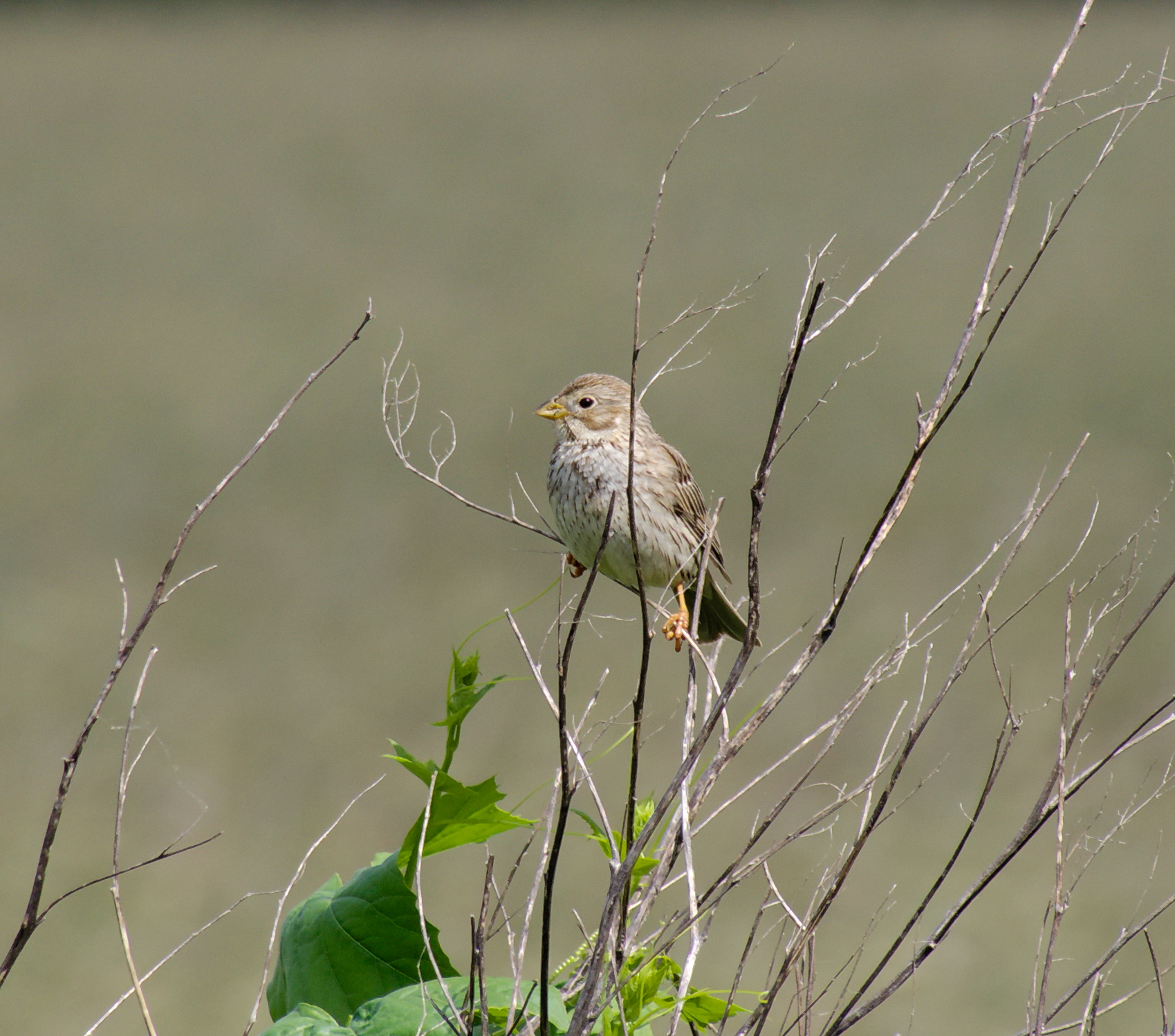
Vrouwtje in de buurt van Wesenberg (Duitsland)

## Voortplanting
De mannetjes zijn territoriaal en soms polygyn, met maximaal drie vrouwtjes. Omdat de verhouding tussen de seksen min of meer gelijk is betekent dit dat in de populatie alleenstaande mannetjes voorkomen.
De nestbouw en de broedzorg worden vrijwel geheel door de vrouwtjes verzorgd; de mannetjes beginnen de jongen pas te voeden als deze enige weken oud zijn.
De soort broedt op de grond in een nestje van gras, gevoerd met haar, soms fijn gras. De grootte van het legsel varieert van drie tot zes grijsgespikkelde eieren; het gemiddelde ligt rond de vier. Ze worden in twaalf tot veertien dagen uitgebroed. De jongen vliegen na twaalf dagen of meer. In gunstige zomers kan deze soort twee nesten na elkaar grootbrengen.

## Verspreiding en leefgebied
De soort broedt in Zuid- en Centraal-Europa, Noord-Afrika en Azië tot in Kazachstan. Het is voornamelijk een standvogel, hoewel sommige individuen uit de koudere gedeeltes van Centraal-Europa en Azië tijdens de winter naar het zuiden trekken.
De soort telt twee ondersoorten:
- E. c. calandra: van noordwestelijk Afrika, de Canarische Eilanden en Europa tot Turkije, de Kaukasus en noordelijk Iran.
- E. c. buturlini: van het Midden-Oosten tot noordwestelijk China.

## Habitat en status in Nederland en Vlaanderen
De grauwe gors komt voor in open akkergebieden met hier en daar een boom. Aan de grondsoort of het type akkerland worden geen specifieke eisen gesteld. Belangrijk is een open, gevarieerde structuur van de vegetatie en vaak komen kleine hoogteverschillen in het leefgebied voor. Door de intensivering van de landbouw neemt de soort in Noordwest-Europa snel in aantal af. De voornaamste reden daarvoor is het verdwijnen van haar voornaamste voedsel: onkruidzaad en de voor het grootbrengen van de jongen onontbeerlijke insecten. Het was in de periode 1992-1997 in Nederland nog een schaarse broedvogel met ca. 130 broedparen. Rond het jaar 2000 waren er nog ongeveer 75 broedparen en in 2010 nog een tiental. In 2020 is de soort zo goed als verdwenen als broedvogel. In Vlaanderen zijn weliswaar nog steeds grauwe gorzen, maar daar gaat de soort ook hard achteruit. In 1973-'77 waren er nog enkele duizenden, in 2005 zakte het bestand in Vlaanderen onder de 150 paar. In 2013-2018 werd het aantal broedparen geschat op 40-120. De grauwe gors staat als ernstig bedreigd op de Nederlandse Rode Lijst en ook als ernstig bedreigd op de Vlaamse Rode Lijst.

## Video
- Zang